# Giorno dei single

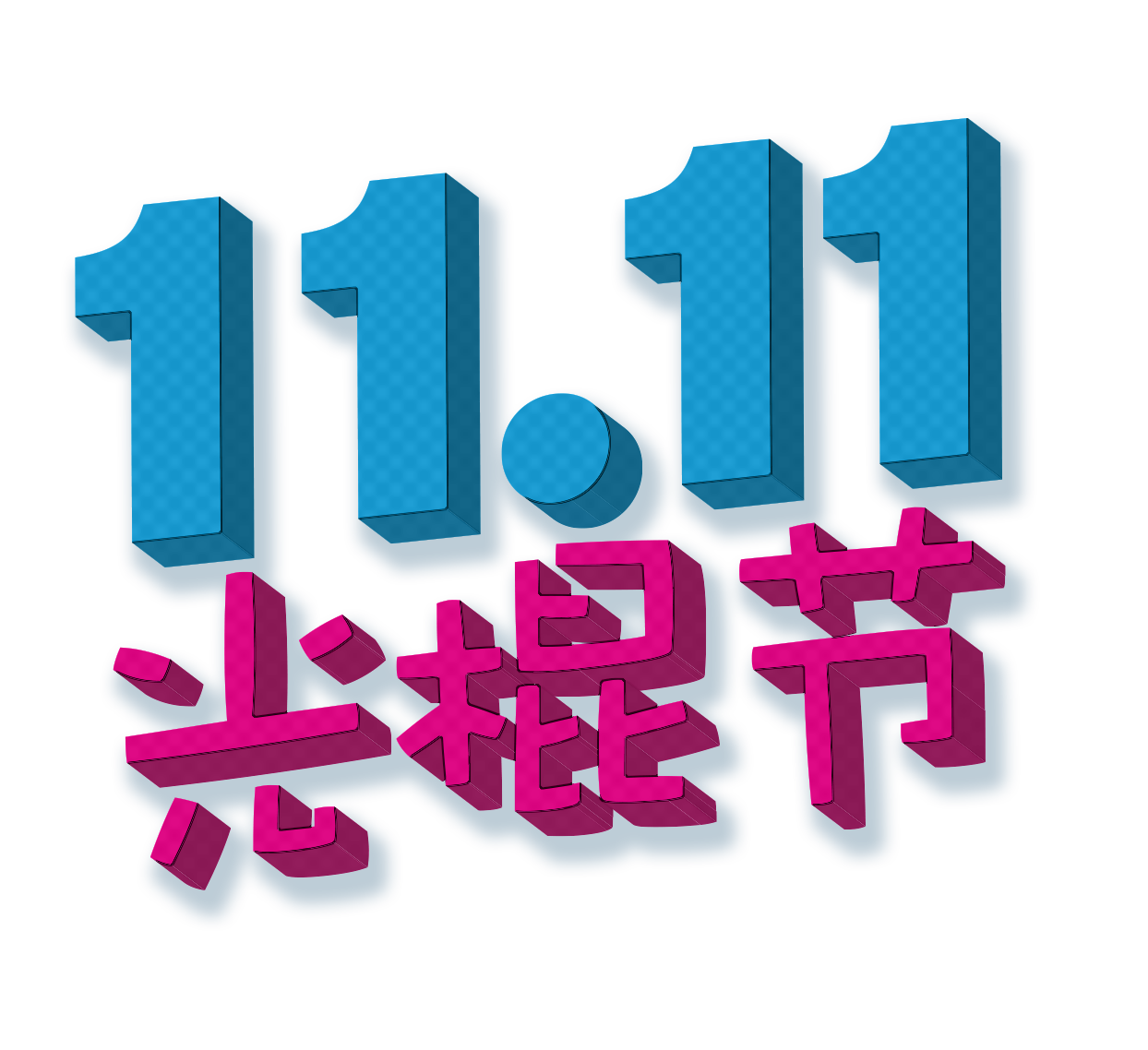
Illustrazione in lingua cinese inerente al "giorno dei single"

Il giorno o festa dei single (noto anche con la dizione inglese di Singles' Day), chiamato in cinese Guanggun Jie (光棍节; pinyin: Guānggùn Jié; Wade-Giles: Kuang-kun chieh) è una ricorrenza, molto popolare tra i giovani cinesi, che consiste nel celebrare l'orgoglio di essere single. La data selezionata per tale festività, 11 novembre (11/11), è stata scelta perché il numero "1" identifica l'individuo solitario. La festa è diventata anche un'occasione molto nota e popolare In Cina per sposarsi; infatti in questa data oltre 4 000 coppie si sono sposate a Pechino nel 2011, a fronte di una media annua di 700 matrimoni giornalieri.
La festa si è inoltre trasformata nella più grande giornata di shopping online e offline del mondo, con gli acquirenti di Alibaba che hanno superato i 168,2 miliardi di yuan (25,4 miliardi di dollari statunitensi) di spesa durante le celebrazioni del 2017. Il rivenditore JD.com ha esteso questa festa dello shopping a undici giorni raccogliendo 19,1 miliardi di dollari, portando il totale cinese a 44,5 miliardi di dollari. La festa è nata nel 1993 per iniziativa di un gruppo di studenti dell'Università di Nanchino che volevano creare una festa per le persone sole, in contrapposizione a san Valentino.